# المقاصير (السبرة)

تعديل مصدري - تعديل

المقاصير محلة تابعة لقرية الجرف، التابعة لعزلة زبيد بمديرية السبرة إحدى مديريات محافظة إب في الجمهورية اليمنية.، بلغ تعداد سكانها 20 حسب تعداد اليمن لعام 2004.